# Нора Робъртс
Нора Робъртс (на английски: Nora Roberts) е американска писателка на бестселъри в жанра романтичен трилър.

## Биография
Нора Робъртс е родена на 10 октомври 1950 г. в Силвър Спринг, щат Мериленд, САЩ. Тя е най-малкото от пет деца. Посещава католическо училище и се омъжва рано, установявайки се в Кийдисвил, Мериленд.
Известно време работи като секретарка. „Печатах бързо, но правех буквени грешки – бях най-лошата секретарка“, споделя тя. След раждането на синовете си остава вкъщи и се захваща с най-различни неща. Снежна буря през февруари 1979 г. я принуждава да опита друга творческа изява. Снегът я затрупва вкъщи със синовете ѝ (на три и шест години тогава), без възможността да ги заведе на детска градина и с намаляващи запаси от шоколад. Родена в семейство на четящи хора, Нора не се сеща за момент, в който не е чела или измисляла истории. През въпросната снежна буря тя вади молив и тетрадка и записва една от тези истории. Така се ражда една бляскава кариера. След няколко преработки и откази се появява първата ѝ книга, издадена от „Силует“ през 1981 година.
Нора среща втория си съпруг – Брус Уайлдър, когато го наема да направи етажерки за книги в дома си. Женят се през 1985 година. От този момент те разширяват дома си, обикалят света и заедно отварят книжарница.
През годините Нора винаги е била заобиколена от мъже. Не само е била най-малкото дете в семейството си, но и единственото момиче. Отгледала е двама сина. По тази причина г-жа Робъртс е съвсем наясно с начина на мислене на мъжете, което е източник на непрестанна наслада за читателките ѝ. За нея, както я цитират да казва, изборът е бил да ги разбере или да избяга.
Нора членува в няколко писателски групи и е спечелила многобройни награди от колегите си и от издателската индустрия. Нора Робъртс е многократно провъзгласявана от „Пъблишърс Уикли“ за писателка с необятно въображение и талант.
Ето и конкретните факти:
- Общ тираж на книгите ѝ – над 280 милиона екземпляра.
- 23 книги на Нора Робъртс се продават всяка минута през последните 23 години.[източник? (Поискан днес)]
- Общият тираж на книгите на Нора Робъртс е достатъчен, за да изпълни местата на „Джайънтс Стейдиъм“ повече от 4000 пъти.
- Ако наредите една до друга по дължина всички книги на Нора, те ще прекосят Щатите от Ню Йорк до Лос Анджелис 11 пъти.
- След появата на първия ѝ бестселър през 1991 г. книгите ѝ са прекарали общо 632 седмици в класацията на „Ню Йорк Таймс“ – това се равнява на над 12 години бестселъри всяка седмица.
- Взети заедно, книгите на Нора Робъртс са прекарали 90 седмици на първо място в класацията за бестселъри на „Ню Йорк Таймс“!
- 29 са дебютирали на първо място.
- Неколкократно е имала едновременно 4 книги в класацията на „Ню Йорк Таймс“.
- Във времето, което ви е отнело прочитането на тази информация, още 23 читатели са закупили книга на Нора Робъртс.[източник? (Поискан днес)]
- Сайтът на Нора Робъртс се посещава от над 80 000 души месечно, като средно посетителите го разглеждат по 30 минути.

Авторка е на романа „Въглени в мъртвата пепел“, както и на множество други романи. Някои от най-известните ѝ произведения са: „Родена в пламък“, „Родена в лед“, „Родена в грях“, „Искрени лъжи“, „Далеч на север“ и други.
Днес Нора Робъртс е една от най-успешните автори на съспенс романи, книгите ѝ са бестселъри не само в САЩ, но и в Европа.

## Избрана библиография

### Самостоятелни романи
- Blithe Images (1982)
Образи, изд. „Коломбина прес“, 2001, прев. Галина Курчатова
- Heart's Victory (1982)
Победа на сърцето, изд. „Коломбина прес“, 2000, прев. Таня Виронова
- Island of Flowers (1982)
Островът на цветята, изд. „Коломбина прес“, 2000, прев.
- Search for Love (1982)
Френска връзка, изд. „Коломбина прес“, 1999, прев. Ирина Димитрова
- Song of the West (1982)
Песента на сърцето, изд. „Коломбина прес“, 2001, прев.
- Her Mother's Keeper или From This Day (1983)
Любов край езерото, изд. „Коломбина прес“, 1999, прев.
- From This Day или Her Mother's Keeper (1983)
С мисъл за теб, изд. „Коломбина прес“, 1999, прев. Искра Мекчуева
- Once More with Feeling (1983)
Изпитание на чувствата, изд. „Коломбина прес“, 2002, прев. Елена Кънчева
- Tonight and Always (1983)
Тази нощ и завинаги, в Нощи завинаги, изд. „Бард“, 1998, прев. Даниела Кьорчева
- The Magic Moment (1983)
Посланието, изд. „Коломбина прес“, 2001, прев. Екатерина Георгиева
- Untamed (1983)
Опасен огън, изд. „Коломбина прес“, 2001, прев. Елена Кънчева
- Endings and Beginnings (1984)
Край и начало, в Нощи завинаги, изд. „Бард“, 1998, прев. Даниела Кьорчева
- First Impressions (1984)
От пръв поглед, изд. „Хермес“, 2013, прев. Илвана Гарабедян
- The Law is a Lady (1984)
Любов и закон, изд. „Коломбина прес“, 1999, прев. Михаил Михайлов
- Less of a Stranger (1984)
Лунапарк, изд. „Коломбина прес“, 2003, прев. Галина Курчатова
- A Matter of Choice (1984)
Въпрос на избор, в Нощи завинаги, изд. „Бард“, 1998, прев. Даниела Кьорчева
- Opposites Attract (1984)
Фатално привличане, изд. „Коломбина прес“, 1999, прев. Таня Виронова
- Promise Me Tomorrow (1984)
- Rules of the Game (1984)
Правилата на играта, изд. „Коломбина прес“, 1999, прев. Антоанета Баева
- Storm Warning (1984)
Предчувствие за буря, изд. „Коломбина прес“, 1999, прев. Таня Виронова
- Sullivan’s Woman (1984)
Жената на Съливан, изд. „Коломбина прес“, 1999, прев. Галина Курчатова
- Boundary Lines (1985)
Да прескочиш границите, изд. „Коломбина прес“, 2002, прев. Марта Арабаджиева
- Dual Image (1985)
Двоен образ, изд. „Коломбина прес“, 2001, прев. Марта Арабаджиева
- Night Moves (1985)
Защото те обичам, изд. „Коломбина прес“, 1999, прев. Катя Георгиева
- Partners (1985)
Партньори, изд. „Коломбина прес“, 1994, прев. Таня Виронова
- The Right Path (1985)
Верният път, изд. „Коломбина прес“, 2000, прев. Елена Кънчева
- The Art of Deception (1986)
Картината, изд. „Коломбина прес“, 2000, прев. Марта Арабаджиева
- Risky Business (1986)
Карибски романс, изд. „Коломбина прес“, 2001, прев. Елена Кънчева
- Treasures Lost, Treasures Found (1986)
Съкровището, изд. „Коломбина прес“, 2002, прев.
- A Will and a Way (1986)
Завещанието, изд. „Коломбина прес“, 2003, прев. Мария Иванова
- Hot Ice (1987)
Горещ лед, изд. „Гал-Ико“, 1994, 1996; изд. „Бард“, 1999, прев. Васил Ушев
- Mind Over Matter (1987)
Дух и материя, изд. „Коломбина прес“, 2001, прев. Галина Курчатова
- Temptation (1987)
Забраненият плод, изд. „Коломбина прес“, 2001, прев.
- Local Hero (1988)
Героят на Радли, изд. „Коломбина прес“, 2001, прев.
- Name of the Game (1988)
Играй, за да спечелиш, изд. „Коломбина прес“, 2001, прев. Елена Кънчева
- Gabriel’s Angel (1989)
Ангел хранител, изд. „Коломбина прес“, 2001, прев.
- Sweet Revenge (1988)
Ледена страст, изд. „Ведрина“, 1994; изд. Бард“, 1998, прев. Ива Балканска
- The Welcoming (1989) 
Опасна игра, изд. „Коломбина прес“, 1997, прев. Татяна Виронова
- Public Secrets (1990)
Публични тайни, изд. „Ведрина“, 1993, 1996; изд. „Бард“, 1998, 2017, прев. Райна Чернева
- Genuine lies (1991)
Искрени лъжи, изд. „Дими-Т“, 1994, 1996, прев. Людмила Евтимова
Искрени лъжи, изд. „Бард“, 1999, прев. Таня Кирилова
- Carnal innocence (1992)
Порочна невинност, изд. „Дими-Т“, 1995; изд. „Бард“, 1998, 2008, 2017, 2019, прев. Диана Кутева, Стамен Стойчев
- Divine Evil (1992) – награда „РИТА“
Божествено зло, изд. „Бард“, 1995, 2007, прев. Стоян Медникаров
- Honest Illusions (1992)
Честни илюзии, изд. „Жар“, 1995; изд. „Бард“, 1999, прев. Евгения Камова
- Unfinished Business (1992)
Незавършена соната, изд. „Коломбина прес“, 2001, прев. Галина Курчатова
- Private Scandals (1993) – награда РИТА
Частни скандали, изд. „Бард“, 1995, 1998, 2018, прев. Цветелина Дечева, Юлия Чернева
- Hidden Riches (1994) – награда РИТА
Скрити богатства, изд. „Бард“, 1995, 2018, прев. Павел Талев
- True Betrayals (1995)
Честни предателства, изд. „Бард“, 1996, прев. Даниела Кьорчева
- Montana Sky (1996)
Горчиво небе, изд. „Бард“, 1996; изд. „Хермес“, 2018, прев. Диана Кутева
- Sanctuary (1996)
Красива и мъртва, изд. „Бард“, 1997, 2008, прев. Диана Кутева, Стамен Стойчев
- Homeport (1998)
Тиха клопка, изд. „Бард“, 1998, 2008, прев. Ивайла Божанова
- The Reef (1998)
Проклятието на Анжелик, изд. „Бард“, 1999, 2006, прев. Милена Илиева
- River's end (1999)
Краят на реката, изд. „Бард“, 2000, прев. Йорданка Пенкова
- Carolina Moon (2000) – награда РИТА
Брегът на тъмната вода, изд. „Бард“, 2001, 2019, прев. Таня Виронова
- Midnight bayou (2001)
Полунощ в стаята на сенките, изд. „Бард“, 2002, прев. Елена Чизмарова
- The Villa (2001)
Отрова, изд. „Бард“, 2002, прев. Таня Виронова
- Three Fates (2002) – награда РИТА
Море от обърнати сърца, изд. „Бард“, 2002, прев. Елена Чизмарова 
Нишките на съдбата, изд. „СББ Медиа“, 2023, прев. Елена Чизмарова
- Birthright (2003) – награда РИТА
Въглени в мъртва пепел, изд. „Бард“, 2004, 2020, прев. Таня Виронова
- Remember when (2003) – награда РИТА
Възкръснало минало, изд. „Хермес“, 2004, прев. Валентина Атанасова
- Northern Lights (2004)
Далече на север, изд. „Бард“, 2005, прев. Мариана Димитрова
- Blue Smoke (2005)
Стъпки от огън, изд. „Бард“, 2006, 2020, прев. Таня Виронова
- The Best Mistake (2005)
- Angels Fall (2006)
Смърт край Змийската река, изд. „Бард“, 2007, прев. Елена Чизмарова
- High Noon (2007)
Точно по пладне, изд. „Бард“, 2007; изд. „СББ Медиа“, 2020, прев. Ивайла Божанова
- Tribute (2008) – награда РИТА
Как ангелите плачат, изд. „Бард“, 2009, прев. Диана Кутева, Стамен Стойчев
- Black Hills (2009)
Черните хълмове, изд. „Бард“, 2009, прев. Мариана Христова
- The Search (2010)
Аленият шал на смъртта, изд. „Бард“, 2010; изд. „Санома блясък“, 2022, прев. Цветана Генчева
- Chasing Fire (2011)
Окото на пламъка, изд. „Бард“, 2011, прев. Диана Кутева и Стамен Стойчев
- The Witness (2012)
Свидетелката, изд. „Бард“, 2012; изд. „СББ Медиа“, 2020, прев. Цветана Генчева
- Whiskey Beach (2013)
Уиски Бийч, изд. „Бард“, 2012, прев. Весела Ангелова
- The Collector (2015)
Колекционерът, изд. „Бард“, 2014, прев. Диана Кутева, Стамен Стойчев
- The Liar (2015)
Лъжецът, изд. „Бард“, 2015, прев. Цветана Генчева
- The Obsession (2016)
Мания, изд. „Бард“, 2016, прев. Цветана Генчева
- Come Sundown (2017)
Завръщане към залеза, изд. „Бард“, 2017, прев. Весела Ангелова
- Shelter in Place (2018)
Островът на ранените души, изд. „Бард“, 2018, прев. Елена Любенова Кодинова
- Under Currents (2019)
Подводни течения, изд. „Бард“, 2019, прев. Катя Перчинкова
- Hideaway (2020)
Убежище, изд. „Бард“, 2020, прев. Цветана Генчева
- Legacy (2021)
Дълго пазени тайни, изд. „Бард“, 2021, прев. Цветана Генчева
- Nightwork (2022)
Под прикритието на нощта, изд. „Бард“, 2022, прев. Катя Перчинкова
- Identity (2023)
Самоличност, изд. „Бард“, 2023, прев. Катя Перчинкова
- Mind Games (2024)
Дарбата, изд. „Бард“, 2024, прев. Милена Илиева